# Powszechny Zakład Ubezpieczeń
Powszechny Zakład Ubezpieczeń (ofte forkortet til PZU) er et polsk forsikringsselskab med hovedsæde i Warszawa, Polen.